# قرار مجلس الأمن التابع للأمم المتحدة رقم 799
قرار مجلس الأمن الدولي رقم 799 لعام 1992 بتاريخ 18 ديسمبر 1992 يدين قيام إسرائيل بإبعاد 418 فلسطينياً إلى جنوب لبنان منتهكة التزاماتها بموجب اتفاقية جنيف الرابعة لعام 1948 ويطلب من إسرائيل أن تكفل عودة جميع المبعدين الفورية والمأمونة إلى الأراضي المحتلة.